# Asharisme
Het asharisme is één van de traditionele mainstream theologische scholen binnen het soennisme, genoemd naar de theoloog Abu al-Hassan al-Ash'ari (260-324H, 873-935 n. Chr.). Volgelingen van deze theologische school worden Asharieten (Ash'ariyyah of Asha'ira) genoemd. De oprichter keerde zich, rond het jaar (300H, 912 n. Chr.) af van de op dat moment theologisch dominante groep binnen de islam (waartoe hij ook behoorde), het Moetazilisme (een strikt rationele theologische school). Hij beargumenteerde op basis van dezelfde rationele bewijsvoering, in combinatie met de Koran en Soenna, een terugkeer naar de orthodox traditionele soennitische islam (Ahl al-Soenna). Hij manifesteerde zichzelf als de verdediger van de Soenna en werd door de ahl al-Hadith en het merdendeel van de soennieten geaccepteerd. Kritiek kreeg hij met name van bepaalde hanbalieten, vanwege zijn rationele methodologie, en uiteraard van de moetazilieten.
Het asharisme werd vervolgens de meest dominante theologische school binnen het soennisme waarbij zij rede (rationeel redeneren) combineerden met de twee authentieke bronnen van de soennitische islam. De invloedrijkste proponenten van de asharieten, na de grondlegger, zijn de bekende theologen en schriftgeleerden:
1. Imam al-Ghazali (d. 1111 n. Chr.)[2]
2. Imam al-Baqillani (d. 406H, 1015 n. Chr.)[1]
3. Imam al-Djuwaini (d. 478H, 1085 n. Chr.)[1]
4. Imam Fakhr al-Razi (d. 606H, 1210 n. Chr.)[1]
5. Socioloog, antropoloog, historicus en islamitisch geleerde Ibn Kaldun (1332-1406 n. Chr)

De asharieten wezen de aristotelische filosofie af maar stonden een beperkt gebruik van logica en dialectiek toe ten behoeve van de afleiding van de sharia uit de heilige geschriften Koran en Ahadith en de rede. Deze twee bronnen (de rede en de geopenbaarde geschriften) kunnen volgens de asharieten onmogelijk tegenstrijdig zijn omdat beide afkomstig zijn van dezelfde bron, namelijk God. De Asharieten bouwden, naast de Koran en de Soenna, verder ook voort op de leer van de idjma, het principe dat op een eenmaal bereikte consensus niet kan worden teruggekomen.
Door de asharieten en met name door al-Ghazali (1058-1111) kregen vanaf eind 10e/begin 11e eeuw de theologische soennieten de overhand op de meer rationeel filosofische stromingen. Al-Ghazali bestreed, in zijn bekende werk “Tahaafoet al-Falasifa” (de verwarring der filosofen, Latijn: Destructio Philosophorum), de islamitische filosofen (zoals Al-Farabi en Avicenna), die zich baseerden op `heidense` Griekse filosofen (Aristoteles en Plato). Al-Ghazali wordt daarom wel het Zegel der filosofen genoemd (afsluiting van de filosofie).
Enkele islamitische geleerden, onder wie Ahmad ibn Tajmijja en Mohammed ibn Abdul-Wahhab, hadden openlijk kritiek op de asharieten. Deze kritiek was met name gericht op de omgang van de asharieten met enkele 'eigenschappen' van God. De asharieten waren strikte tegenstanders van het letterlijk interpreteren van eigenschappen van God (bv. 'de hand van God'), genoemd in de Koran en Soenna, die zouden kunnen leiden tot antropomorfisme (het toeschrijven van menselijke eigenschappen aan God). De eerder genoemde tegenstanders stonden echter op een letterlijke lezing van deze eigenschappen, dit conflict tussen asharieten en tegenstanders bestaat vandaag de dag nog steeds o.a. met het salafisme/ wahabisme en sommige hanbalieten. asharieten hebben echter twee manieren waarmee ze omgaan met deze ambigue teksten, ofwel ze laten deze gaan zoals ze zijn gekomen waarbij ze noch letterlijk noch figuurlijk worden geïnterpreteerd, dit is de manier van de grondlegger Abu Hassan al-Ash'ari. De latere geleerden van de asharieten stonden een figuurlijke interpretatie toe, zoals het interpreteren van 'de hand van God' als 'Kracht', dit was de manier van o.a. al-Djuwaini en al-Baghdadi.
Een andere soennitische theologische school vertoont vele overeenkomsten met de asharieten, namelijk de maturidieten, genoemd naar de grondlegger Abu al-Mansur al-Maturidi (d. 944 n. Chr.), samen met het atharisme (of hanbalieten) vormen deze drie samen de soennitische theologische stromingen.